# Conflictul din Irak (2003-prezent)
Conflictul din Irak este un conflict armat de lungă durată care a început cu invazia din 2003 a Irakului de către o coaliție condusă de Statele Unite care a răsturnat guvernul lui Saddam Hussein. Conflictul a continuat pe măsură ce au început să apără insurgențe pentru a se opune forțelor de ocupare și guvernului irakian pus în putere după invazie. Statele Unite s-au retras oficial din țară în 2011, dar s-au implicat din nou în 2014 în fruntea unei noi coaliții.
Conflictul s-a încheiat Faza principală a conflictului s-a încheiat în urma înfrângerii Statului Islamic din Irak și Levant (ISIL) în țară în 2017, dar uninsurgența ISIL la nivel scăzut este în desfășurare în zonele rurale de nord ale țării.

## Cauze și context
Cauza principală a invaziei Irakului de către forțele internaționale (conduse de Statele Unite) s-a bazat pe afirmațiile guvernelor american și britanic conform cărora Saddam Hussein dezvolta arme de distrugere în masă și că, astfel, reprezenta o amenințare pentru vecinii săi și pentru lume.
Statele Unite au declarat „la 8 noiembrie 2002, Consiliul de Securitate al ONU a adoptat în unanimitate Rezoluția 1441. Toți cei cincisprezece membri ai Consiliului de Securitate au fost de acord să ofere Irakului o ultimă șansă de a-și respecta obligațiile, prin a  se dezarma sau de a se confrunta cu consecințe grave. 
Rezoluția a consolidat mandatul Comisiei de Monitorizare și Verificare a ONU (UNMOVIC) și al Agenției Internaționale pentru Energie Atomică(AIEA), dându-le autoritatea de a merge oriunde, în orice moment și de a vorbi cu oricine pentru a verifica dezarmarea Irakului”.  
La începutul anilor 2000, administrațiile lui George W. Bush și Tony Blair au lucrat pentru a pregăti un caz pentru invadarea Irakului, culminând cu discursul secretarului de stat american Colin Powell la Consiliul de Securitate cu o lună înainte de invazie.  
La scurt timp după invazie, Agenția Centrală de Informații, Agenția de Informații pentru Apărare și alte agenții de informații au refuzat să continue să susțină acuzațiile legate de armele irakiene (precum și acuzațiile de legătură dintre Saddam Hussein și Al-Qaeda)  , moment în care administrațiile Bush și Blair au trecut la pregătirile pentru invazie, iar motivele aveau să fie încălcarea drepturilor omului de către regimul lui Saddam Hussein și instaurarea democrației în Irak.
Sondajele de opinie au arătat că oamenii din întreaga lume s-au opus unui război fără un mandat al ONU, susținând că Statelor Unite sunt un  pericol pentru pacea mondială.
Secretarul general al ONU, Kofi Annan, a susținut într-un interviu din 2004 că războiul este ilegal și nu a fost dus  „în conformitate cu Consiliul de Securitate”.  
Susținătorii intervenției militare susțin că amenințarea armelor chimice a fost reală și că regimul lui Saddam Hussein era un pericol internațional , dar cei care s-au opus susțin că administrația George W. Bush a fabricat în mod intenționat dovezi pentru a justifica o invazie pe care plănuise de mult să o lanseze.